# Eugenia bullata
Eugenia bullata är en myrtenväxtart som beskrevs av Jean Armand Isidore Pancher och André Guillaumin. Eugenia bullata ingår i släktet Eugenia och familjen myrtenväxter.
Artens utbredningsområde är Nya Kaledonien. Inga underarter finns listade i Catalogue of Life.